# 美琪大戯院

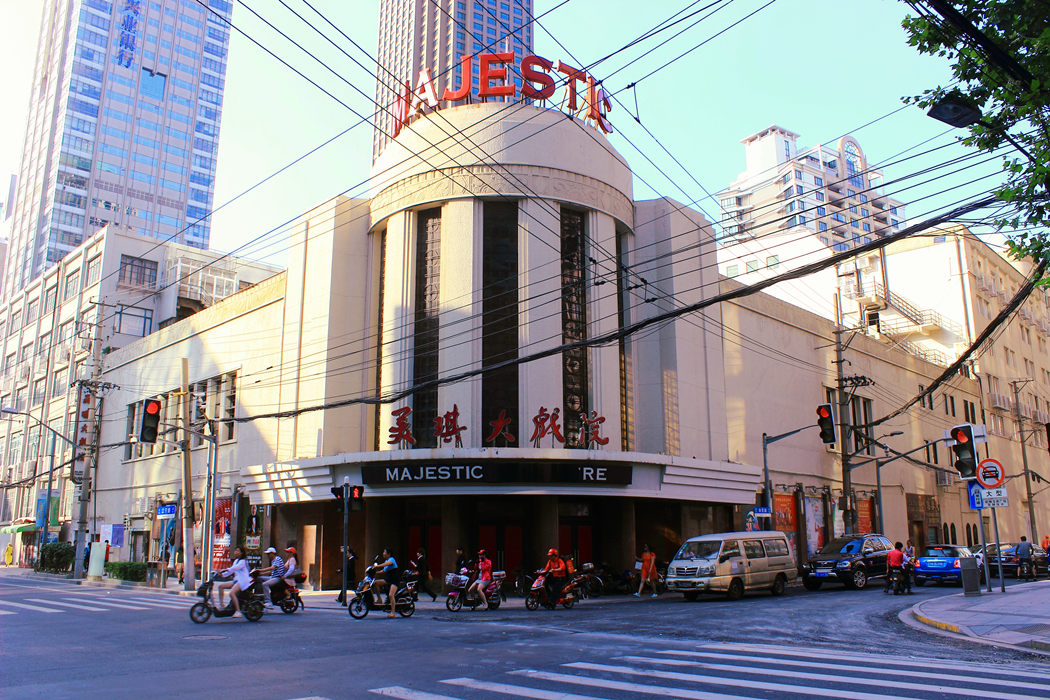
美琪大戯院

美琪大戯院（びきだいげいん、Majestic Theatre）、は上海市静安区にある建築であり、敷地面積は2,650㎡、建築面積は5,700㎡である。美琪大戯院は上海市優秀歴史建築である。
1936年まで、この場所にマジェスティックホテル（大華飯店）が建てており、シネマの名称もその名を取った。美琪大戯院は1941年に開業した。1954年、美琪大戯院が公営化され、その後、多くの政治事件の舞台にもなった。